# Хоа Лу
Хоа Лу (виј. Hoa Lư) је град у Вијетнаму у покрајини Ninh Binh. Према резултатима пописа 2009. у граду је живело 130.517 становника.
Раније име је Нин Бин (виј. Ninh Bình) пре 2024.